# De los ochenta p'arriba...
De los ochenta p'arriba... es una historieta de 1999 del autor de cómics español Francisco Ibáñez, perteneciente a su serie Mortadelo y Filemón.

## Trayectoria editorial
Publicada en 1999 en el número 151 de la Colección Olé.

## Sinopsis
Alguien se está dedicando a conseguir que los pobres ancianitos le dejen su herencia... y la T.I.A. no puede quedarse impasible ante esta situación. El Súper encargará a Mortadelo y Filemón vigilar a estos pobres ancianitos y conseguir pruebas que incriminen al delincuente. Por supuesto, también tendrán que protegerlos.